# Chemnitzer BC
Chemnitzer BC (celým názvem: Chemnitzer Ballspiel-Club) byl německý fotbalový klub, který sídlil v saském městě Chemnitz. Založen byl 2. prosince 1899 pod názvem Chemnitzer SC Britannia. V roce 1900 se stal zakládajícím členem Deutscher Fußball-Bund (DFB). Zanikl po ukončení druhé světové války, poté co byla všechna dřívější sportovní sdružení v sovětské okupační zóně zrušena.
Své domácí zápasy odehrával na stadionu Großkampfbahn.

## Historické názvy
Zdroj: 
- 1899 – Chemnitzer SC Britannia (Chemnitzer Sportclub Britannia)
- 1900 – Chemnitzer BC 1899 (Chemnitzer Ballspiel-Club 1899)
- 1933 – zánik
- 1933 – obnovena činnost pod názvem Chemnitzer BC 1933 (Chemnitzer Ballspiel-Club 1933)
- 1945 – zánik

## Umístění v jednotlivých sezonách
Stručný přehled
Zdroj: 
- 1933–1934: Gauliga Sachsen
- 1934–1939: Bezirksliga Sachsen
- 1939–1940: Gauliga Sachsen – sk. 2
- 1940–1944: Gauliga Sachsen

Jednotlivé ročníky
Zdroj: 
Legenda: Z – zápasy, V – výhry, R – remízy, P – porážky, VG – vstřelené góly, OG – obdržené góly, +/- – rozdíl skóre, B – body, červené podbarvení – sestup, zelené podbarvení – postup, fialové podbarvení – reorganizace, změna skupiny či soutěže
| Velkoněmecká říše (1933 – 1944) |                         |        |    |    |   |    |    |    |     |    |        |
| Sezóny                          | Liga                    | Úroveň | Z  | V  | R | P  | VG | OG | +/- | B  | Pozice |
| 1933/34                         | Gauliga Sachsen         | 1      | 20 | 5  | 3 | 12 | 35 | 53 | -18 | 13 | 9.     |
| 1934/35                         | Bezirksliga Sachsen     | 2      | …  | …  | … | …  | …  | …  | …   | …  |        |
| 1935/36                         | Bezirksliga Sachsen     | 2      | …  | …  | … | …  | …  | …  | …   | …  |        |
| 1936/37                         | Bezirksliga Sachsen     | 2      | …  | …  | … | …  | …  | …  | …   | …  |        |
| 1937/38                         | Bezirksliga Sachsen     | 2      | …  | …  | … | …  | …  | …  | …   | …  |        |
| 1938/39                         | Bezirksliga Sachsen     | 2      | …  | …  | … | …  | …  | …  | …   | …  |        |
| 1939/40                         | Gauliga Sachsen – sk. 2 | 1      | 10 | 6  | 1 | 3  | 24 | 20 | +4  | 13 | 2.     |
| 1940/41                         | Gauliga Sachsen         | 1      | 22 | 10 | 3 | 9  | 47 | 49 | -2  | 23 | 6.     |
| 1941/42                         | Gauliga Sachsen         | 1      | 18 | 12 | 2 | 4  | 59 | 28 | +31 | 26 | 3.     |
| 1942/43                         | Gauliga Sachsen         | 1      | 18 | 9  | 3 | 6  | 42 | 44 | -2  | 21 | 4.     |
| 1943/44                         | Gauliga Sachsen         | 1      | 18 | 9  | 1 | 8  | 52 | 47 | +5  | 19 | 4.     |